# Straßenfußball-Weltmeisterschaft 2006
Die erste Straßenfußball-Weltmeisterschaft 2006 (offiziell streetfootballworld festival 06) wurde vom 2. bis zum 8. Juli 2006 in Deutschland, am Mariannenplatz in Berlin-Kreuzberg, ausgetragen. Die Schirmherrschaft des Projektes, das unter anderem von der deutschen Bundesregierung gefördert und am 28. Mai 2005 vorgestellt wurde, lag bei dem damaligen Fußball-Bundestrainer Jürgen Klinsmann als Gründer der Stiftung Jugendfußball.

## Hintergrund
Die Straßenfußball-WM 2006 war offizieller Bestandteil des Kunst- und Kulturprogramms der FIFA-Fußball-Weltmeisterschaft 2006. Veranstalter war streetfootballworld, ein weltweites Netzwerk für den Straßenfußball. Dem Netzwerk gehörten zu diesem Zeitpunkt etwa 80 Projekte an, die jungen Menschen mittels Straßenfußball und der dort geübten Werte wie Toleranz, Fairness und Teamgeist statt Einzelkämpfertum eine Chance zur Integration in die Gesellschaft geben wollen. Das Netzwerk wurde 2006 unter anderem vom Bundesjugendministerium gefördert.
Insgesamt traten 22 Mannschaften aus fünf Kontinenten an. Die Spieler und Spielerinnen, jugendliche Straßenfußballer im Alter von 16 bis 21 Jahren, spielten um die Copa Andrés Escobar, die nach jenem kolumbianischen Fußballer benannt wurde, der nach seinem Eigentor bei der Fußball-WM 1994 erschossen wurde.
Das Besondere an diesem Turnier war, dass es keine festen Regeln gab. So betrugen etwa in der Vor- und Zwischenrundenphase die Spielzeiten zwölf, später dann 20 Minuten. Weiterhin wurden vor jedem Spiel die Regeln neu unter den beiden spielenden Teams festgelegt. Da es keine Schiedsrichter gab, wurden Regelverstöße unter den Spielern selbst geklärt. Wichtig war, dass das Fair-Play-Prinzip eingehalten wurde.
Parallel zu den Spielen wurde am Mariannenplatz ein Kulturfestival mit Filmen und Fotoausstellungen zur Fußballkultur in verschiedenen Ländern veranstaltet. Am 2. Juli hatte der Film The Street and the Ball des Grimmepreisträgers Ciro Cappellari dort Weltpremiere.

## Teilnehmer
Es nahmen folgende Teams teil:
Gruppe A:
- fx United (Gastgeber; Berlin, Deutschland)
- Sokak Ligi (Türkei)
- SASI Barka (Polen)
- Peres Center for Peace (Israel und Palästina)
- Street League (England)
- Streetfootball Norway (Norwegen)

Gruppe B:
- Centro para el Desarrollo de la Inteligencia (C.D.I) (Paraguay)
- Football Friends (Balkanregion)
- Soccer in the Streets (USA)
- Vive Fútbol (Costa Rica)
- Fútbol por la Paz (Kolumbien)
- Escuelas Deporte y Vida (Peru)

Gruppe C:
- Straßenfußball für Toleranz (Deutschland)
- KickAIDS (Südafrika)
- Learn & Play: Street Football Future (Afghanistan)
- Diambars (Senegal)
- MYSA (Kenia)

Gruppe D:
- CHIGOL (Chile)
- Centro Cultural San Isidro (Bolivien)
- Defensores del Chaco (Argentinien)
- Football pour la Paix (Ruanda)
- Fundaçao Eprocad / Jovem Cidadão (Brasilien)

Der erste Straßenfußball-Weltmeister wurde die Auswahl aus Kenia nach einem Elfmeterschießen im Finale gegen Südafrika. Afrika war der dominierende Kontinent, denn alle afrikanischen Mannschaften schafften den Einzug ins Viertelfinale.

## Visumprobleme bei afrikanischen Spielern
Ursprünglich sollten 24 Mannschaften teilnehmen, jedoch gab es im Vorfeld des Turniers Diskussionen um die Teams aus Ghana (Play Soccer) und Nigeria (Search & Groom), deren Spieler keine Visa für den Aufenthalt in Deutschland erhielten, u. a. da in mehreren Fällen die Echtheit der von den Spielern vorgelegten Urkunden bezweifelt wurde. Beide Mannschaften wurden ersatzlos aus dem Spielplan gestrichen. In den dadurch entstandenen Spielpausen wurde die Arbeit der Organisationen aus Nigeria und Ghana vorgestellt.